# Swainsona formosa
Espèce
Classification phylogénétique
Swainsona formosa est une espèce de plantes à fleurs de la famille des Fabaceae, trouvée en Australie .
Le nom du genre est un hommage au botaniste anglais Isaac Swainson.
Elle est remarquable par ses fleurs rouge sang avec une partie centrale noire formant une boule. Elle est originaire des régions arides du centre et du nord-ouest de l'Australie ; et maintenant on la trouve sur tout le continent à l'exception de l'État de Victoria.
Elle a été prise comme emblème floral par l'Australie-Méridionale.